# Copiague Harbor
Copiague Harbor es un área no incorporada (o conocidas como aldea) ubicada en el condado de Suffolk en el estado estadounidense de Nueva York. Copiague Harbor se encuentra ubicada dentro del pueblo de Babylon.

## Geografía
Copiague Harbor se encuentra ubicada en las coordenadas 40°39′40″N 73°23′5″O / 40.66111, -73.38472.